# DIA
Defence Intelligence Agency (DIA) ili hrv. Obrambena obavještajna agencija SAD-a. DIA je obavještajna služba u sklopu Ministarstva obrane Sjedinjenih Američkih Država, usmjerena na prikupljanje obavještajnih podataka o vojnim aktivnostima širom svijeta, i pribavljanje obavještajne podrške za oružane snage SAD-a.
Sjedište DIA nalazi se u vojnoj bazi Anacostia-Bolling u Washingtonu; važni dijelovi stacionirani su i u Pentagonu.
DIA prikuplja informacije potrebne za djelovanje oružanih snaga SAD-a kako iz otvorenih izvora (od novina do statističkih izvještaja i znanstvenih studija), tako i korištenjem različitih tehnologija (od radara do nadzora interneta), naposljetku i tajnim špijunskim radom. Dio djelatnika DIA radi na poslovima vojnih attachéa u diplomatskim predstavništvima SAD-a širom svijeta, na kojim dužnostima surađuju sa sustavima obrane i obavještajnim sustavima drugih zemalja.
DIA djeluje u 140 zemalja diljem svijeta. Izuzev radom svojih oko 17.000 zaposlenika, koristi se DIA informacijama koje prikupljaju radarski, satelitski, prislušni, izvidnički i drugi elementi oružanih snaga SAD-a, te razne druge američke i međunarodne agencije.
DIA ne obuhvaća cjelokupni vojnoobavještajni sustav SAD-a - primjerice važne obavještajne poslove obavlja Zapovjedništvo Oružanih snaga SAD-a za obavještajnu i sigurnosnu djelatnost (eng. United States Army Intelligence and Security Command) i Agencija za izviđanje, nadzor i izvještavanje Zračnih snaga SAD-a (eng. Air Force Intelligence, Surveillance and Reconnaissance Agency), ali koordinira njihovo djelovanje i objedinjava rezultate njihove obavještajne djelatnosti.
DIA posvećuje veliku pažnju informatičkoj tehnologiji, nastojeći osigurati tehnološku i informacijsku nadmoć potrebnu za prikupljanje i sigurnu distribuciju informacija vezanih uz obrambeni sektor.
Uz sjedište DIA-e u bazi Anacostia-Bolling, ustrojila je ta obavještajna agencija sveučilište za potrebe obrazovanja obavještajnih kadrova, National Intelligence University (NIU), koje postoji od 1962. godine.

## Vanjske poveznice
- Službena stranica (engl.)
- službene mrežne stranice  National Intelligence University (NIU)
- Strateški plan DIA za razdoblje 2012.-2017. ("2012–2017 Defense Intelligence Agency Strategy")  Arhivirana inačica izvorne stranice od 18. svibnja 2015. (Wayback Machine)
- IT strategija DIA za razdoblje 2012.-2017. ("2012–2017 Defense Intelligence Agency Strategy")  Arhivirana inačica izvorne stranice od 24. travnja 2021. (Wayback Machine)